# Stephan Baier
Stephan Baier (* 15. Juli 1965 in Roding) ist ein deutscher römisch-katholischer Theologe, Journalist und Sachbuchautor.

## Leben

### Herkunft und Ausbildung
Baier stammt aus einer aus dem Sudetenland vertriebenen Familie, die väterlicherseits aus Südböhmen, mütterlicherseits aus dem Egerland kam. Er studierte – nach dem Abitur 1984 am Robert-Schuman-Gymnasium im oberpfälzischen Cham – Katholische Theologie an der Universität Regensburg, der Päpstlichen Universität Gregoriana in Rom und der Universität München (Diplom-Theologe 1990 mit einer Arbeit über Das Freiheitsverständnis der Instruktionen der Glaubenskongregation ‚Libertatis nuntius‘ und ‚Libertatis conscientia).

### Journalismus und politisches Engagement
Er war von 1991 bis 1994 Pressesprecher der Diözese Augsburg. 1992 erhielt er in München den Förderpreis für Schrifttum und Publizistik der Sudetendeutschen Landsmannschaft (Laudatio: Bernd Posselt), 1999 in München den Förderpreis der Hanns-Seidel-Stiftung für junge Journalisten, 2005 in Wien den Leopold-Kunschak-Presseförderungspreis.
Seit 1980 war er ehrenamtlich in der Paneuropa-Bewegung aktiv: bis 1995 in Deutschland (u. a. als Landesvorsitzender der Paneuropa-Jugend Bayern und stellvertretender Bundesvorsitzender der Paneuropa-Jugend Deutschland), anschließend in Österreich (u. a. als Vizepräsident der Paneuropabewegung Österreich). Er arbeitete von 1994 bis 1999 als Pressesprecher und Parlamentarischer Assistent von Otto von Habsburg (CSU) im Europäischen Parlament in Straßburg. Er gehört dem wissenschaftlichen Beirat der Europagesellschaft Coudenhove-Kalergi (European Society Coudenhove-Kalergi) an.
Baier arbeitet seit 1999 als Korrespondent der überregionalen, katholischen Zeitung Die Tagespost mit der Zuständigkeit für Österreich, Südosteuropa und Europapolitik. Er berichtete seitdem für Die Tagespost, aber auch aus rund 20 Ländern Europas sowie aus der Türkei, aus dem Libanon, aus Israel, Syrien, Jordanien, Ägypten, Georgien, Armenien, Aserbaidschan, Libyen, Tunesien, Nigeria, Indien, Sri Lanka und von den Philippinen. Seit 2007 ist er zudem Autor und Kolumnist des Vatican Magazins.
2002 veröffentlichte er gemeinsam mit Eva Demmerle eine autorisierte Biografie über Otto von Habsburg, die seither in mehreren Auflagen (zuletzt 6. erweiterte Auflage 2012) und Übersetzungen (Italienisch, Kroatisch, Ungarisch und Französisch) erschienen ist.
Er war u. a. Referent beim Institut für Religiosität in Psychiatrie & Psychotherapie in Wien.

### Privates
Baier ist verheiratet mit der Künstlerin Maria Bernadette Baier und Vater von fünf Kindern: Linus (geb. 1992), Balthasar (geb. 1994), Sophia (geb. 1996), Theresa (geb. 2000) und Timotheus (geb. 2004). Er lebt seit 1994 überwiegend in Graz (Steiermark).

## Schriften (Auswahl)

### Bücher
- mit Carl Gustaf Ströhm: Kirche im Kampf. Christlicher Aufbruch in Russland und der Ukraine. Mit einem Vorwort von Josef Stimpfle und Bildern von Traudl Bühler, Universitas, München 1989, ISBN 3-8004-1194-6.
- Osterweiterung. Europas größte Herausforderung. Stocker, Graz u. a. 1998, ISBN 3-7020-0829-2. Kroatische Ausgabe: Prosirenje Europe na istok, Pan Liber, Osijek u. a. 1999, ISBN 953-6285-35-5.
- Welches Europa? Überstaat oder Rechtsgemeinschaft. Eingeleitet von Otto von Habsburg, Amalthea, Wien u. a. 2000, ISBN 3-85002-455-5. Kroatische Ausgabe: Kakva Europa? Superdrzava ili pravna zajednica, Hrvatska Paneuropska Unija, Varazdin 2001, ISBN 953-6775-32-8.
- mit Eva Demmerle: Otto von Habsburg. Die Biografie. Mit einem Vorwort von Walburga Habsburg Douglas, Amalthea, Wien 2002, ISBN 3-85002-486-5. 6. überarbeitete und erweiterte Auflage 2012: Otto von Habsburg. 1912–2011, mit einem Kondolenzschreiben von Papst Benedikt XVI. und einem Vorwort von Karl Habsburg-Lothringen, Amalthea, Wien 2012. Französische Ausgabe: Otto de Habsbourg. De l’Empire à l‘ Europe, Éditions Racine, Bruxelles 2002, ISBN 2-87386-291-2; Kroatische Ausgabe: Otto von Habsburg. Zivotopis, Hrvatska Paneuropska Unija, Zagreb 2005, ISBN 953-6921-11-1; Ungarische Ausgabe: Habsburg Ottó. Élete, Európa Könyvkiadó, Budapest 2003, ISBN 963-07-7275-2; Italienische Ausgabe: Otto d’Asburgo. La biografia autorizzata, Il Cerchio, Rimini 2006, ISBN 88-8474-132-7.
- Kinderlos. Europa in der demographischen Falle. MM, Aachen 2004, ISBN 3-928272-16-0.
- Als Herausgeber gem. mit Walburga Douglas: Otto von Habsburg. Ein souveräner Europäer (Festschrift zum 85. Geburtstag), Amalthea, Wien 1997, ISBN 3-85002-402-4
- Als Herausgeber gem. mit Rainer Beckmann und Mechthild Löhr: Kinder: Wunsch und Wirklichkeit. Kinder und Familien in einer alternden Gesellschaft, Sinus-Verlag, Krefeld 2006, ISBN 3-88289-810-0.
- Die Seele Europas. Von Sinn und Sendung des Abendlands, Fe-Medienverlag, Kißlegg 2017, ISBN 978-3-86357-194-8.

### Buchbeiträge (Auswahl)
- Balkanische Mythen und europäische Märchen, in: Andreas Raab (Hrsg.), Opfer, Täter, Tatenlose, Gerhard-Hess-Verlag, Ulm 1995, ISBN 3-87336-216-3, S. 152–161.
- Die Geschichte der Paneuropa-Bewegung, in: R. N. Coudenhove-Kalergi, Pan-Europa, Neuauflage 1998, Paneuropa-Verlag, Augsburg 1998, S. A1-A21.
- Europas Erweiterung, in: Franz Amberger (Hrsg.), Grenzenlos, Verlag Attenkofer, Straubing 2000, ISBN 3-931091-61-9, S. 178–184.
- Welches Europa?, in: Carl Paul Wieland (Hrsg.), Österreich in Europa, Amalthea Verlag, Wien 2001, ISBN 3-85002-473-3, S. 132–144.
- Chancen und Grenzen des christlich-islamischen Dialogs, in: Georg Kaster (Hrsg.), Religion – Garant oder Bedrohung des Friedens? Stadt Goch, Goch 2006, ISBN 3-925747-06-0, S. 43–68.
- Das Christentum als identitätsstiftende Größe für Europa, in: Franz Lackner, Wolfgang Mantl (Hrsg.), Identität und offener Horizont. Festschrift für Egon Kapellari, Styria Verlag, Wien u. a. 2006, ISBN 978-3-222-13215-5, S. 1017–1029.
- Der Mensch hat ein Recht auf die Wahrheit – und ein Recht auf Gott, in: Josef Kreiml u. a., Der Wahrheit verpflichtet (Festschrift für Bischof Kurt Krenn), Ares Verlag, Graz 2006, ISBN 978-3-902475-24-4, S. 146–160.
- Otto von Habsburg als Erbe Coudenhove-Kalergis, in: Coudenhove-Kalergi-Stiftung (Hrsg.), Richard Coudenhove-Kalergi. Ausgewählte Schriften zu Europa, NWV, Wien 2006, ISBN 978-3-7083-0418-2, S. 543–550.
- Wider die Diskriminierung der Familien, in: Christlichsoziale Initiative (Hrsg.), Brücken bauen, Residenz Verlag, St. Pölten 2007, ISBN 978-3-7017-3094-0, S. 109–120.
- Ursachen und Folgen der demographischen Krise Europas, in: Franz Breid (Hrsg.), Europa und das Christentum, Christiana Verlag, Stein a.R. 2008, ISBN 978-3-7171-1149-8, S. 151–172.
- Benedikt und der Islam, in: Hartmut Constien u. a., Benedikt XVI. Diener Gottes und der Menschen (Festschrift zum 10. Jahrestag seiner Papstwahl), Schnell & Steiner, Regensburg 2015, ISBN 978-3-7954-3012-2, S. 80–87.
- Joseph Roth, in: Stefan Meetschen, Alexander Pschera (Hrsg.), Poeten, Priester und Propheten, FE-Medienverlag, Kisslegg 2016, ISBN 978-3-86357-152-8, S. 187–195.

### Zeitungs- und Zeitschriftenbeiträge
Baier hat bisher (Stand 1. Januar 2021) rund 7.200 Namensbeiträge in Tageszeitungen, Wochenzeitungen und Magazinen veröffentlicht, die meisten in Die Tagespost, aber auch in: VATICAN Magazin, alle welt, kontinente, Neue Bildpost, Dolomiten, Schwäbische Zeitung, Die Presse u. v. a.